# Interoperabilita
Interoperabilita je schopnost různých systémů vzájemně spolupracovat, poskytovat si služby, dosáhnout vzájemné součinnosti. Termín se používá nejen pro spolupráci na technické úrovni (spotřebič může být zapojen do elektrické zásuvky, televize zpracuje audio i video signál ap.), ale i pro sociální komunikaci (mezilidská komunikace), politickou spolupráci (mezinárodní vojenské cvičení, měnová unie) a spolupráci služeb (spolupráce státní správy a samosprávy, kooperace mezi podniky).
Jako interoperabilita se také označuje Interoperabilita železničního systému v Evropské unii.